# Economía de Tayikistán
La economía de Tayikistán ha seguido el camino hacia una economía de mercado en transición con unas profundas reformas tanto políticas como económicas desde su independencia de la Unión Soviética en 1991. Es un país pobre y montañoso, con una economía que se caracteriza por centrarse en la extracción de minerales y por su gran dependencia de las remesas de sus ciudadanos que trabajan en el extranjero, lo que provoca que sea especialmente vulnerable a las conmociones externas. Posee una pequeña industria, importantes centrales hidroeléctricas y es un gran productor de algodón, herencia de la época soviética. 
A principios del siglo XXI, la ayuda extranjera aún era una fuente esencial de ingresos, organizando y financiando programas de reinserción social a los excombatientes en la guerra civil de 1992 a 1995. Tras el fin de la guerra y hasta ahora, la economía de Tayikistán ha experimentado un constante aumento. En el periodo 2000-2007, Tayikistán creció a un ritmo de un 9,6 % anual, según datos del Banco Mundial. 
La crisis económica de 2008 afectó severamente a Tayikistán y en agosto de 2009, el 60 % de la ciudadanía se situaba por debajo del umbral de la pobreza. Sin embargo, tras la crisis la economía creció a tasas por encima del 7% anual. A pesar de lo anterior, el país sufrió en la década de 2010 la caída de los precios de las materias primas, la desaceleración económica de sus principales socios, Rusia y China, años de alta inflación y una creciente deuda pública que ha amenazado, junto a su inestable sistema bancario, con cercenar la capacidad financiera del país. Con un tercio de su mano de obra trabajando en el extranjero, el 90% de ellos en Rusia, las divisas que estos trabajadores envían al país en forma de remesas equivalieron al 35% del PIB de 2017. Según la CIA, Tayikistán es una de las principales rutas del narcotráfico internacional, con estimaciones que apuntan a que anualmente transitan por el país drogas por valor de entre el 30 y el 50% de su PIB.

## Comercio exterior
En 2020, el país fue el 145.º exportador más grande del mundo (US $ 1.2 mil millones). En términos de importaciones, en 2020, fue el 143.er mayor importador del mundo: US $ 3,1 mil millones.

## Sectores

### Primario

#### Agricultura
En 2019, Tayikistán produjo:
Aunque el gobierno anunció una rápida y ambiciosa reforma agraria, en el 2006, muchas granjas aún eran de propiedad estatal o colectiva como en la época soviética, y el Estado aún mantenía el control sobre la producción en las fincas privatizadas. La privatización de los campos de algodón ha sido especialmente lento y en el año 2006 sus productores arrastraban una importante deuda. En la primera década del siglo XXI, los principales cultivos eran el algodón (ocupaba un tercio de las tierras de cultivo en 2004), los cereales, especialmente el trigo, patatas, verduras, principalmente cebollas, tomates. Su gran producción de algodón, herencia de la época soviética y entre las mayores del mundo, aunque ha ido lentamente disminuyendo, continúa siendo uno de los principales pilares del sector agrícola y la economía a nivel general. El algodón representa un 60% de la producción agrícola. Más del 80% de los 8800 kilómetros cuadrados de tierras cultivadas son de regadío. Tayikistán tiene que importar grano de Kazajistán y Uzbekistán.

#### Ganadería
En 2019, Tayikistán produjo mil millones de litros de leche de vaca, 272 mil toneladas de carne de res, 86 mil toneladas de cordero, entre otros.

#### Silvicultura
Alrededor del 5% de la superficie del país es bosque, principalmente en aquellos lugares de latitudes entre los 1000 y 3000 metros. Las regiones no boscosas, aunque clasificadas como de uso comercial, están en su mayoría protegidas por el Estados. La producción más importante, la maderera, es insignificante y sólo se desarrolla a nivel local.

#### Pesca
Los arroyos, ríos y lagos producen una cantidad limitada de pesca, y en ocasiones los peces son criados en piscifactorías. En 2003, unas 158 toneladas de pescado fueron capturadas y 167 toneladas criadas en piscifactorías.

### Secundario

#### Industria
El Banco Mundial enumera los principales países productores cada año, según el valor total de la producción. Según la lista de 2019, Tayikistán ocupaba el puesto 145 de la industria más valiosa del mundo (0,78 mil millones de dólares).
En 2018, el país produjo 14 mil toneladas de queso de leche de cabra (décimo productor mundial); 15.700 toneladas de aceite de algodón (24.º productor mundial); y 7.500 toneladas de lana (36.º productor mundial).
La producción industrial del país se redujo drásticamente a mediados de la década de 1990, tras la desintegración de la URSS y la privatización masiva de la economía. A partir de la década de 2000, la industria se ha ido recuperando muy lentamente. En el año 2006 se estimaba que de las 700 principales empresas industriales, la tercera parte estaban inactivas y el resto operaban a un 20-25% de su capacidad. La obsolescencia de los equipos, los bajos niveles de inversión y la falta de mercados son las causas principales. Para intentar revitalizar el sector, en el año 2006 el gobierno inició la re-nacionalización de algunas empresas. Las principales industrias pesadas son el procesamiento de aluminio y la industria química. El aluminio representó el 40% de la producción industrial del país en 2006, gracias a la planta industrial de Tursunzoda y los principales centros químicos se encuentran en Dusambé, Qurghonteppa y Yavan. La industria ligera produce textiles y alimentos a partir de productos mayoritariamente nacionales. La mitad de las empresas de construcción son de propiedad estatal, este sector cuenta con escasas inversiones y una mano de obra considerada de baja cualificación, lo que ha mermado los contratos a nivel internacional. Sin embargo, una serie de nuevos proyectos de infraestructura y un aumento en la construcción de viviendas produjo un destacable ascenso del 60% entre 2004 y 2005. En el año 2009, un tercio de las plantas industriales y fábricas estaban inactivas, según el Instituto de Estudios Económicos de Tayikistán. Con la llegada de la Crisis económica mundial de 2008, la producción industrial cayó un 13% en el 2009 y una caída en el valor de sus exportaciones del 48%.

#### Minería
En 2019, el país fue el segundo productor mundial de mercurio; 3.er productor mundial de antimonio; y el undécimo productor mundial de plomo.
En la producción de oro, en 2016 el país produjo 7 toneladas, y en 2017 el país produjo 5,5 toneladas.
En la producción de plata, en 2017 el país produjo 3 toneladas.
Tayikistán tiene ricos yacimientos de oro, plata y antimonio. Los yacimientos de plata más grandes se encuentran en la provincia de Sughd, donde también se encuentran los mayores depósitos de oro. Tayikistán también produce estroncio, sal, plomo, zinc, fluorita y mercurio. El uranio, un importante mineral en la época soviética, también puede encontrarse en Tayikistán, pero actualmente no se extrae. Los depósitos de combustibles fósiles se limitan a existencias de carbón, con unas 30.000 toneladas extraídas anualmente. La importante industria de procesamiento de aluminio que posee Tayikistán depende completamente del mineral extranjero de importación.

#### Energía
En energías no renovables, en 2020, el país fue el 92.º productor mundial de petróleo, con una producción casi nula. En 2011, el país consumió 20.000 barriles / día (el 127.º consumidor más grande del mundo) En 2017, Tayikistán fue el 91.er productor mundial de gas natural, con una producción casi nula. En 2015, el país era el 108.º mayor consumidor de gas. El país produjo alrededor de 30.000 toneladas de carbón anualmente en 2007. La industria de procesamiento de aluminio de Tayikistán depende completamente del mineral importado.
En energías renovables, en 2020, Tayikistán no tenía ni energía eólica ni energía solar.
Tayikistán es socio del programa de cooperación internacional en energía entre la Unión Europea, Turquía y las ex repúblicas soviéticas conocido como INOGATE. Los ríos de Tayikistán, como el río Vakhsh o el Panj, tienen un gran potencial hidroeléctrico y el gobierno ha intentado atraer inversiones para proyectos hidráulicos con el fin de poder exportar electricidad. En Tayikistán se encuentra la Central Hidroeléctrica de Nurek, la presa más alta del mundo, construida cuando Tayikistán formaba parte de la Unión Soviética. En los últimos años se han construido varias centrales hidroeléctricas y varias más se encuentran en construcción o proyectadas; Rusia, China e Irán (y sus respectivas empresas) están siendo los principales inversores. El país también tiene importantes depósitos de carbón y pequeñas reservas de gas y petróleo. En diciembre de 2010, el gigante ruso Gazprom anunció el descubrimiento de importantes reservas de gas natural en el campo Sarykamish, suficientes como para cubrir el consumo nacional durante 50 años. La principal compañía energética del país es Barqi Tojik.

### Terciario

#### Servicios

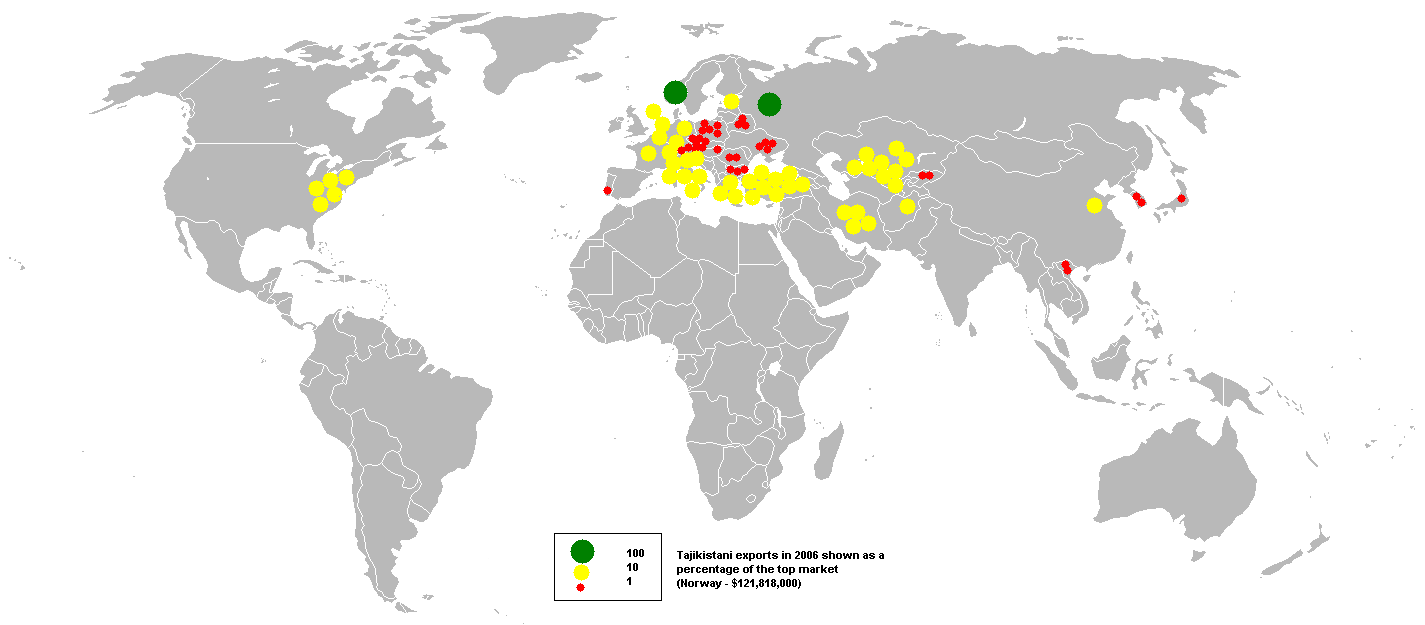
Reparto de las exportaciones del país en el año 2006

A lo largo de la década de 2000, la producción del sector servicios ha aumentado constantemente. El sistema bancario ha mejorado significativamente debido a la supervisión del Banco Nacional de Tayikistán, que ha ido reduciendo las restricciones a la participación de instituciones extranjeras y puso en marcha una reforma sobre la regulación. El sistema bancario agrupó 16 bancos comerciales y el Banco Central o Nacional. El Estado, aunque controla el sistema, en su mayoría los bancos que lo integran son privados. Los bancos ofrecen una escasa variedad de servicios, concentrándose en proporcionar crédito a las empresas de propiedad estatal. Se estima que sólo el 10% del capital de Tayikistán se mueve a través del sistema bancario y las pequeñas empresas rara vez piden préstamos a los bancos. A pesar de tener un importante potencial, la industria del turismo, prácticamente eliminada a raíz de la guerra civil, no ha sido restablecida tras la guerra, debido a la deficiente infraestructura, la falta de promoción, y la falta de seguridad. Algunas pequeñas empresas iniciaron operaciones en la década de 2000.
Abdujabbor Shirinov, Presidente del Banco Nacional de Tayikistán señaló que en 2013 operaban en el país 142 organizaciones de crédito, incluyendo 16 bancos con 299 sucursales, dos instituciones financieras no bancarias y 124 organizaciones de microfinanzas.

## Presupuestos gubernamentales
En el año 2004, el país sufrió su primer déficit presupuestario anual tras tres años consecutivos con superávit, dejando atrás cuatro años seguidos de déficit (de 1997 al 2000). En 2005 los ingresos ascendieron a 442 millones de dólares estadounidenses, gracias a las mejoras recaudatorias; los gastos se situaron en 542 millones, lo que supuso un déficit de unos 100 millones. El presupuesto estatal para 2007 estaba dotado con 926 millones (más del doble que tan sólo dos años atrás) y unos gastos de 954 millones de dólares, arrojando un déficit de apenas 28 millones. En 2012, un lustro después, la recaudación se había más que duplicado, superando los 2000 millones de dólares.

## Incorporación a la OMC
Tayikistán se unió a la Organización Mundial del Comercio (OMC) el 2 de marzo de 2013, convirtiéndose en su país miembro número 159. El Grupo de Trabajo para la adhesión de Tayikistán fue establecido por el Consejo General el 18 de julio de 2001. Tayikistán completó sus negociaciones para la adhesión el 26 de octubre de 2012, cuando el Grupo de Trabajo finalizó su análisis. El Consejo General aprobó la adhesión el 10 de diciembre de 2012. El Grupo de Trabajo celebró su sexta reunión en julio de 2011 para continuar el examen del régimen de comercio exterior de Tayikistán. Como parte de las negociaciones bilaterales de acceso a la OMC, Tayikistán acordó rebajar los aranceles para el comercio de equipos de cocina, refrigeradores, hornos y calentadores de agua para ganar el apoyo de Tailandia. Anteriormente, el gobierno de Tayikistán confirmó que había concluido las negociaciones con Japón, y que había recibido el apoyo de la nación para su adhesión en un acuerdo firmado el 31 de julio de 2012.